# Etc... e Tal
"Etc... e Tal" é uma canção gravada pela dupla Sandy & Junior e lançada como primeiro single do álbum Dig Dig Joy (1996). É uma versão em português de "Any Man of Mine", da cantora country norte-americana Shania Twain.